# Alexander Witaljewitsch Krawtschenko
Alexander Witaljewitsch Krawtschenko (russisch Александр Витальевич Кравченко, wiss. Transliteration Aleksandr Vital'evič Kravčenko; * 21. April 1971 in Archangelsk, UdSSR) ist ein professioneller russischer Pokerspieler aus Moskau. Er gewann 2007 ein Bracelet bei der World Series of Poker.

## Werdegang
Krawtschenko begann 1998 Poker zu spielen. Im Jahr 2001 wurde er von europäischen Journalisten zum European Rookie of the Year gewählt. Nach durchschnittlichen Erfolgen in den ersten zehn Jahren seiner Pokerkarriere spielte Krawtschenko 2007 eine hervorragende World Series of Poker im Rio All-Suite Hotel and Casino am Las Vegas Strip. Er wurde bei einem Turnier der Variante Omaha Hi-Lo zum ersten russischen Braceletgewinner. Beim Main Event gelang ihm der Sprung an den Finaltisch, wo er bis zum vierten Platz vordringen konnte. Durch die beiden Erfolge sicherte er sich Preisgelder von über 2 Millionen US-Dollar und löste damit zwischenzeitlich Kirill Gerassimow von der Spitze der russischen Geldrangliste ab. Darüber hinaus wurde er zum Jahresende 2007 vom Global Poker Index als European Player of the Year ausgezeichnet.
Im Oktober 2008 wurde der Russe bei der Casinos Austria Poker Tour in Baden Zweiter und erhielt rund 125.000 Euro. Bei der European Poker Tour in Sanremo gewann er im April 2010 ein Side-Event mit gemischten Varianten und sicherte sich den Hauptpreis von 70.000 Euro. Anfang April 2011 beendete Krawtschenko das Main Event der Russian Poker Series in Kiew auf dem mit über 110.000 US-Dollar dotierten zweiten Platz. Bei der WSOP 2014 wurde er bei einem Turnier in Seven Card Stud ebenfalls Zweiter und sicherte sich mehr als 70.000 US-Dollar. Seitdem blieben größere Turniererfolge aus. Seine bis dato letzte Geldplatzierung erzielte er bei der WSOP 2016.
Insgesamt hat sich Krawtschenko mit Poker bei Live-Turnieren mehr als 4 Millionen US-Dollar erspielt.